# 長田バイパス
長田バイパス（ながたバイパス）は、長崎県諫早市を通る国道207号のバイパス道路である。

## 概要
諫早市正久寺町から諫早市福田町に至る。
当初は2010年（平成22年）3月末の全線開通を予定していたが、盛土部の一部区間において予想以上の沈下が発生していたため、予定より約8カ月遅れの11月24日に全線開通した。
ほぼ全線において4車線であるが、長崎県道124号大里森山肥前長田停車場線との交差点は立体交差となっており、双方向の左側の車線がそれぞれ県道へ続く形をとっているため、同交差点付近のみ2車線である。

### 路線データ
- 起点：長崎県諫早市正久寺町（国道207号交点）
- 終点：長崎県諫早市福田町（国道207号交点）
- 距離：3.5 km

## 歴史
- 2006年（平成18年）3月 - 諫早市西里町から同市福田町までの1.3 kmを暫定2車線で開通。
- 2008年（平成20年）7月 - 諫早市長田町から同市福田町までの2.1 kmを4車線で開通。
- 2010年（平成22年）11月24日 - 全線開通。

## 地理

### 通過する自治体
- 諫早市

### 交差する道路
| 交差する道路                          | 交差する場所 | 交差する場所 |
| ------------------------------------- | ------------ | ------------ |
| 国道207号 鹿島方面                    |              |              |
| 国道207号                             | 正久寺町     | バイパス起点 |
| 長崎県道124号大里森山肥前長田停車場線 | 長田町       |              |
| 長崎県道125号諫早外環状線             | 小豆崎町     |              |
| 国道207号                             | 福田町       | バイパス終点 |
| 国道207号 時津方面                    |              |              |

### 沿線
- JR九州長崎本線 肥前長田駅